# Los Nandez
Los Nandez es un grupo de rap colombiano. Conformado por los hermanos Fernando “Nando” y Dagoberto “El Viejo” Fernández en 1999. 

## Historia
Los dos hermanos Fernando y Dagoberto Fernández que empezaron con la cultura Hip Hop en Cali, emigraron a Chicago (Estados Unidos), donde crearon el grupo que se conoció desde 1999 como Los Nandez. Han realizado varios trabajos discográficos, compilaciones y se han presentado en varios países. En 2023 participaron en el festival Hip hop al parque en Bogotá.

## Discografía
- Sangre x Sangre (1999)
- Calles De Sangre (2004)
- El Manicomio (2010)
- Sin Chingaderas (2010)
- Los Malandrines (2020)
- Los Kolombos (2023)[3]